# Ida Redig
Ida Carolina Redig (även med pseudonymerna GIRL och The Strongest Man Who Ever Lived), född 10 juli 1987 i Gunnareds församling i Hålta utanför Kungälv i Västra Götalands län, är en svensk artist, låtskrivare och musikproducent.

## Biografi

### Bakgrund
Redig började som ung spela piano och är en klassiskt skolad pianist. I tonåren startade hon och var sångerska i bandet Leisure Lee, som uppträdde runt om i Sverige på olika fritidsgårdar. 2007 medverkade hon som "Annica" i TV-serien Upp till kamp.

### 2009–2014
Redig upptäcktes 2009 av Jonas Wikström A&R på Universal Music Publishing. Hon skrev senare avtal med Sofo Records, sedermera känt som Capitol Records.[källa behövs]
År 2010 gav hon ut sitt debutalbum Standing Here, varefter hon började bygga en inspelningsstudio och startade ett aktiebolag.
Sedan 2010 har hon producerat egen musik under pseudonymen GIRL, något som nämndes i samband med hennes medverkan i Melodifestivalen 2018, där Redig var en av endast två kvinnliga producenter som deltog.
Redigs andra album “Thou Shall Not Be A Pussy” släpptes 2014 och representerade ett nytt sound än tidigare. Istället för fokus på akustiska instrument och spröda sånger innehöll det nya albumet en förnyad musik, med “Shout” och “I’m In Trouble” som några av albumets mest kända titlar. Den förstnämnda låten var även med i amerikanska tv-serien Teen Woolf.  

### 2016–2017
År 2016 släpptes den svenskspråkiga EPn Jag kommer älska dig tills jag dör och albumet Tills döden skiljer oss åt. 
I rollen som musikproducent använder hon pseudonymen "GIRL". Hon har bland annat nominerats för "Årets Musikproducent" av SKAP tillsammans med kända artister som Laleh och Nisj.  
Hon har även gett ut musik under hennes andra pseudonym "The Strongest Man Who Ever Lived". Sedan mars 2017 spelas en cover av E-Types låt "This Is The Way" som hon producerat och sjungit in under denna pseudonym, i SJ:s reklamfilmer. Hon har även sjungit in reklammusik till Coop, BMW och Barncancerfonden samt trailerlåten till säsong 2 av Gåsmamman[källa behövs].

### Melodifestivalen 2018
Redig deltog i den andra deltävlingen i 2018 års Melodifestival på Scandinavium i Göteborg med bidraget "Allting som vi sa", som hon både skrivit och producerat.  Hon slutade på en femte plats och kommenterade resultatet med “– Jag fick visa vem jag är, vilket var min plan”. 

### 2022-
År 2022 var hon producent och artist för fotbollsklubben BK Häckens klubbhymn "Från Hisingen till framtiden"..

## Musikstil och dekor
Redigs musik kan sammanfattas som svensk pop med elektroinfluenser, med en ambition att representera den svenska popmusiken. Vid hennes framträdande i Melodifestivalen 2018 uppträdde hon framför en fondvägg visualiserad av CD-skivor, som kunde tolkas som en skimrande version av den gulblåa flaggan.

## Diskografi

### Album
- 2010 – Standing Here
- 2014 – Thou Shall Not Be A Pussy
- 2016 – Tills döden skiljer oss åt

### EP
- 2014 – I Will Fight That Man, I Will Fight Anyone
- 2016 – Jag kommer älska dig tills jag dör

### Singlar
- 2013 – Visa vid vindens  ängar
- 2013 – Shout
- 2013 – Let's Make Love
- 2013 – I'm In Trouble
- 2013 – Everywhere
- 2014 – Se mig
- 2014 – I'm In trouble (Britney Cusada & Pablo Sanchez Remix)
- 2014 – Kärleken väntar (Kent Cover)
- 2015 – Ghost
- 2015 – It Ain't Easy
- 2015 – Du står kvar
- 2015 – Du står kvar (Black Knight Remix)
- 2016 – Jag ber dig
- 2016 – Du är bäst
- 2016 – Ingen kommer sörja när du dör
- 2016 – Du gamla, Du Fria (Sveriges Nationalsång)
- 2016 – Baby, ska vi göra slut? (Black Knight Remix)
- 2016 – Ska vi leva livet
- 2016 – I min lilla värld av blommor
- 2016 – Förlåt för alla sånger som jag sjungit om dig
- 2017 – Du är kär i mig
- 2017 – God Morgon
- 2018 – Allting som vi sa
- 2021 – Inget stoppar oss nu (feat. Lasse Holm)
- 2022 - Från Hisingen till framtiden
- 2023 - Regniga nätter, soliga dagar

## Filmmusik
- 2012 – Snabba cash II ("Mon Ami")
- 2013 – Små citroner gula ("Let's make love")
- 2019 – A Dog's Way Home ("Everywhere")